# یهودیان بوکان
یهودیان بوکان به گروهی از پیروان و مردم یهودی گفته می‌شود که در شهر بوکان زندگی می‌کنند. قدمتِ سکونتِ این اقلیت مذهبی برپایهٔ اسناد تاریخی قاجار به زمانِ سردارهای بوکان برمی‌گردد. در دورهٔ عزیزخان مکری که املاک زیادی در آذربایجان داشت به سکونت آن‌ها در بوکان کمک می‌کرد. این اقلیت مذهبی در میان کُردهای این ناحیه کاملاً شناخته شده و دارای کنیسه بودند. در بوکان و روستاهایی مانند ترجان دارای کنیسه و عبادتگاه خود بوده‌اند.
یهودیان این منطقه به زبان فارسی کاملاً مسلط بودند و به زبان‌های کردی سورانی و ترکی آذربایجانی آشنایی داشته و در میان خود، نمایندهٔ جهت پیگیری مشکلات همکیشان داشتند.
در زمان حکومت محمدحسین خان مکری در سال ۱۲۸۰ شمسی، جمعیت بوکان با احتسابِ یهودیان آن، ۴۰۰ نفر ذکر شده‌است. بر پایهٔ گزارش‌های سازمان اسناد ملی ایران در سال ۱۳۲۶ حدود ۸۰ خانوار یهودی در میان چهارصد خانوار بوکان می‌زیسته‌اند.
یهودیان بوکان در محله‌ای به همین نام که خیابان استاد هیمن و منطقهٔ نجاری و حمام کهنه فعلی را در برمی‌گرفت، سکونت داشتند و کنیسهٔ آن‌ها نیز در همین محله واقع بود.
با تشکیل اسرائیل، یهودیان بوکان مانند سایر هم‌کیشان خود در سایر نقاط ایران از این شهر خارج شده و به اسرائیل مهاجرت کردند. آن‌ها در تاریخ ۷ تیر ۱۳۲۹ با دریافت گذرنامه از ایران خارج شدند.
آن‌هایی که در این شهر ماندن، بعدها مسلمان شدند و حتی برخی از آنان در جنگ ایران و عراق شرکت کردند. کنیسه آن‌ها در بوکان با وجود قدمت تاریخی، تخریب شده‌است. وضعیت و نقش اجتماعی، فرهنگی و اقتصادی یهودیان این منطقه، بخش تفکیک‌ناپذیر و مهمی در تدوین تاریخ بوکان به‌شمار می‌آید.

## وضعیت اجتماعی و فرهنگی
تاریخ سکونتِ این اقلیت مذهبی به دورهٔ عزیزخان مکری و خانواده او بازمی‌گردد. دیوید یروشالمی در کتاب یهودیان ایران در قرن نوزدهم، جمعیت بوکان با احتسابِ خانوارهای یهودی آن را در زمانِ محمدحسین خان مکری به سال ۱۹۰۱ میلادی مصادف با ۱۲۸۰ خورشیدی ۴۰۰ نفر (۶۰ خانه) ذکر کرده‌است. طبق گزارش‌های سازمان اسناد ملی ایران ۸۰ خانواده یهودی در سال ۱۹۴۸ م/ ۱۳۲۶ خورشیدی در میان چهارصد خانوار بوکان بوده‌اند
این گروه در میان مردم مسلمان بوکان کاملاً شناخته شده بودند و یکی از محله‌های شهر به‌نام آن‌ها شناخته می‌شد. محلهٔ آن‌ها که تقریباً دو هکتار و نیم را دربر می‌گرفت، از جنوب منزل عبدالرحمن دندان ساز، از شمال به منزل خدر ذکریا، از غرب به محدوده باغچه حسن نانوا و از شرق به حمام خزینه منتهی می‌شد. این محدوده در حال حاضر، کوچه‌های اطراف خیابان استاد هیمن و خیابان شهید نجاری را دربر می‌گیرد.
جدا از شهر بوکان، در روستاهای اطراف این شهر از جمله اینگیجه، ینگی کند، شهریکند، سردار آباد، برده زرد، ترجان و جوانمرد هم به صورت پراکنده دو یا چند خانواده ساکن بودند. جمعیت این اقلیت قومی و مذهبی در روستای تُرجان بیش از این تعداد بوده‌است زیرا به گفتهٔ چند نفر از ساکنان قدیمی شهر در ترجان حاخام (شالوم، مالم یا عالم) و دارای کنیسه بوده‌اند.
روابط یهودیان با کُردهای مسلمان نسبتاً حسنهٔ بوده‌است، به طوری که در مراسم و اعیاد یکدیگر شرکت می‌کردند. این روابط حسنه از دهه‌ها قبل هم در میان کُردهای این منطقه و یهودی‌ها وجود داشته‌است. در دوران عزیزخان مکری، او در تقسیم املاک و اموال بوکان و حومه به آن‌ها کمک می‌کرد.
کنیسه یهودی‌های بوکان در مجاورت منزل شخصی ابوبکر قاسمی قرار دارد. اگر چه مردم بوکان معتقد هستند که بوکان دارای کلیسای مسیحی بوده، اما در حقیقت هیچ گزارشی بر وجود مسیحیان در بوکان وجود ندارد بلکه مسیحیان بیشتر در شهرهای بزرگ مانند ارومیه و تبریز زندگی می‌کردند. برخی از آن‌ها به عنوان رئیس یا کارمند در اداراتی مانند درمانگاه، هلال احمر، بهداری، آموزش و پرورش کنار مسلمانان مشغول به خدمت بوده‌اند. اولین رئیس بهداری بوکان شخصی به نام «حکیم خضر یهودی» بوده‌است.

## اوضاع اقتصادی و معیشتی
بیشتر کلیمی‌های بوکان، مغازه‌دار یا فروشندگان دوره‌گرد بودند که به شغل خرازی و بزازی اشتغال داشتند. در بازار نیز مغازه‌های آن‌ها از آلاچیق‌هایی ساخته شده بود که در وسط بازار به‌صورت دایره‌ای در میان مغازه‌های کردهای مسلمان قرار گرفته بود. آن‌ها بدون هیچ واهمه‌ای از سرقت اموال و مغازه‌های خود در بازار، شب‌ها به مانند کُردها مغازه‌ها را ترک نموده و تا صبح روز بعد دوباره به فروش مشغول شوند. از آنجایی که افرادی صادق، راستگو و ارزان فروش بودند بیشتر معاملات بازار و خرید اهالی روستاها توسط آنان صورت می‌گرفت و به لحاظ اقتصادی همرنگ با جماعت مسلمان شهر بودند. در حال حاضر در روستای اطمیش تعدادی مغازه از آن‌ها باقی‌مانده‌است.
در عین حال بعضی از آن‌ها منجمله شالوم، نسیمی و عمران کُهن از ثروتمندان این جماعت غیرمسلمان بوکان به‌شمار می‌رفتند. افراد فقیر این قوم نیز همانند سایر فقرای مسلمان شهر به کارگری مشغول بودند. نسیمی یکی از معتمدین یهودی ساکن بوکان بود که به گفتهٔ اهالی شهر به هم کیشان خود کمک‌های زیادی می‌کرد.
این اقلیت مذهبی بوکان به مانند سایر یهودیان دنیا با ارسال کمک‌های نقدی در شکل‌گیری کشور اسرائیل نقش داشته‌اند. حتی اشخاصی که قادر به پرداخت پول نبودند با ارسال کمک‌های غیر نقدی از قبیل گوشت در تأسیس این کشور نقش آفرینی کردند.
آداب و رسوم
یکی از اعیاد یهودی‌ها که طی مراسم خاصی در اواخر تابستان و اوایل پاییز صورت می‌گرفت، عید سوکوت (سایبان‌ها) یا آلاچیق آبی بود که در زبان کردی سورانی «کپره‌شینه» نام داشت. در مراسم این عید انواع اقسام میوه را بر آن کپر آویزان کرده و در طول مدت عید، نان بدون نمک موسوم به فتیر می‌پختند. روزه گرفتن آن‌ها در سال یک روز و به گفتهٔ اهالی شهر، آن هم در اواخر زمستان بوده‌است. سر بریدن حیوانات آن‌ها توسط شالوم صورت می‌گرفت و اگر داخل بدن حیوان سر بریده شیشه یا هر نشانی از بیماری در کالبد حیوان پیدا می‌کردند، آن را به هیچ وجه مصرف نمی‌کردند.
عبادت گاه
در حوالی مرکز شهر دارای عبادتگاهی به نام کنشت یا بعضاً مردم منطقه به اشتباه به آن کلیسا می‌گفتند، بودند. این عبادتگاه به رغم آن که از سوی یهودیان و از طریق اعانه مردمی ساخته شده بود بعد از مهاجرت آن‌ها، توسط یکی از مالکین بوکان به نام قاسم ایلخانی زاده به تصرف درآمد. البته طبق اسناد موجود در سازمان اسناد ملی ایران، بارها به این مالک جهت جلوگیری از معامله کنشت و زمین آن، توسط اداره اوقاف و سایر ادارات تذکر و اخطار داده شده بود.

## اوضاع امنیتی یهودیان
یهودیان این منطقه طی شکایاتی از مسئولان و به‌خصوص فرمانده ژاندارمری بوکان در سال ۱۳۲۶، خواستار تأسیس بخشداری، شهرداری و شهربانی و حضور فرماندار نظامی در بوکان بودند. برخی از شکایات منجربه قتل یک کلیمی (یهودی) به نام عزیز و همچنین براساس گزارشی، چند خانواده از آن‌ها به دست کُردهای منطقهٔ بوکان به قتل رسیده‌اند.
فهرست اسامی این افراد بدین شرح است: رحیم کلیمی بوکانی همراه با خانواده‌اش در روستای شهریکند، شالوم در روستای درمان، چوکل و کاکه به همراه خانواده در روستای سنجاق، کهن اسحاق به همراه همسرش به نام مریم در روستای کچ آباد.
عزیزالله ناعم، نسیم نسیمان، اسماعیل جوارچی، موش حبانی، حسن کرباسی، عمران کُهن و موشی زرگر در نامهٔ به مقامات دولتی وقت ایران خواستار انتقال آن‌ها از بوکان به شهر دیگری در ایران شده یا در غیر این صورت خواستار تأسیس ادارات دولتی همانند بخشداری، فرماندار نظامی و شهرداری در بوکان شده بودند. همچنین در یکی از این نامه‌ها، گزارشی از قتل یهودیان مطرح شده که مطابق یکی از اسناد، قاتلان دو فرد یهودی دستگیر شدند.
برخی از مسلمانان بوکان، ادعای قتل کلیمی‌های این شهر را در آن زمان رد یا اظهار بی اطلاعی می‌کنند و برخی نیز ادعای یهودی‌ها را منطبق با خواسته انتقال آن‌ها به شهر دیگری با امکانات رفاهی و امنیتی بهتری دانسته‌اند.
بیشتر یهودیان ایران سعی داشتند با بزرگ نمایی تهدید جانی خود، درخواستشان مبنی بر صدور گذرنامه موافقت شود تا از مناطق مختلف ایران خارج و به فلسطین و به کشور تازه تأسیس اسرائیل مهاجرت کنند.

## گرایش به اسلام
برخی از آن‌ها در زمان مهاجرت، برخلاف هم کیشان خود به اسرائیل مهاجرت نکردند و به بوکان بازگشته و به همراه خانواده خود به اسلام گرویدند تا زمینه تدوام زندگی خود را در بوکان تضمین کنند. تا آن جا که یکی از فرزندان خانواده عزیز مکائیل زاده به نام عمر مکائیل زاده در جنگ ایران و عراق کشته شد.
تمایل به اسلام در میان بانوان یهودی بوکان بیشتر بوده‌است، از این افراد می‌توان به فاطمه همسر سیدعلی قریشی، همسران سعید محمودیان بزاز و استاد یوسف مولودی اشاره کرد. به گفتهٔ مسلمانان این شهر، در اسلام آوردن این اشخصاص هیچ گونه زور یا اجباری به کار نرفته بود. هرچند اسلام آوردن آن‌ها، ناراحتی سایر یهودیان را در پی داشت ولی چون این جریان مصادف با اواخر اقامت یهودیان در بوکان یا بعد از مهاجرت آنان رخ داده بود مشکل چندانی برای آن‌ها پدید نیاورد.

## مهاجرت
مهاجرت یهودیان در بوکان در اواخر سال ۱۳۲۸ و اوایل ۱۳۲۹ خورشیدی صورت گرفت. براساس گزارش بخشداری بوکان، کلیمی‌های آنجا در تاریخ‌های ۱۸ اسفند ۱۳۲۸ و ۱۷ فروردین ۱۳۲۹ مشغول به فروش املاک و اموال منقول و غیرمنقول خود بوده‌اند. پس از فروش اموال خود از بوکان خارج شده و به سمت تهران حرکت کردند و پس از دو ماه سکونت در گورستان کلیمیان تهران (واقع در خارج دروازه خراسان) با دریافت گذرنامه به تاریخ ۷ تیر ۱۳۲۹ توسط وزارت کشور به‌صورت قانونی از ایران خارج شدند.
در میان آن‌ها تنها خانواده عزیز میکائیل زاده ساکن روستای طرغه نخواستند به اسرائیل مهاجرت کنند. به جز این خانواده ساکن طرغه، گروهی از آنان نیز داوطلبانه در بوکان و روستاهای تابع آن باقی ماندند و مسلمان شدند. به‌دلیل وجود شمار زیادی از کلیمی‌ها در این شهر، نام بوکان در فهرست اتحاد جهانی آلیانس به ثبت رسیده‌است. در فهرست نام بوکان به صورت "Bokay" (possibly Bukan) ذکر شده‌است.</ref> از دورهٔ قاجار تا دورهٔ پهلوی دوازده هزار یهودی به صورت پراکنده در کردستان ایران ساکن بوده‌اند. قوم یهود ایران بیشتر در تهران، اصفهان، همدان، شیراز، مشهد و در کردستان عمدتاً در شهرهای بوکان و بانه زندگی می‌کردند. کلیمی‌ها تا سال ۱۳۳۸ (۱۹۶۰ میلادی) تعداد بسیار کمی از آن‌ها در بوکان مانده بودند.

## خانواده‌ها
اسامی خانوادگی برخی از یهودیان بوکان که بیشتر آن‌ها، طی نیم قرن گذشته به اسلام گرویده‌اند.
- جوارچی، صباغی، کرباسی، یاره، نباتی، مکائیل زاده، براخاص بوکانی، ملت باشی، نومسلمان

## نگارخانه

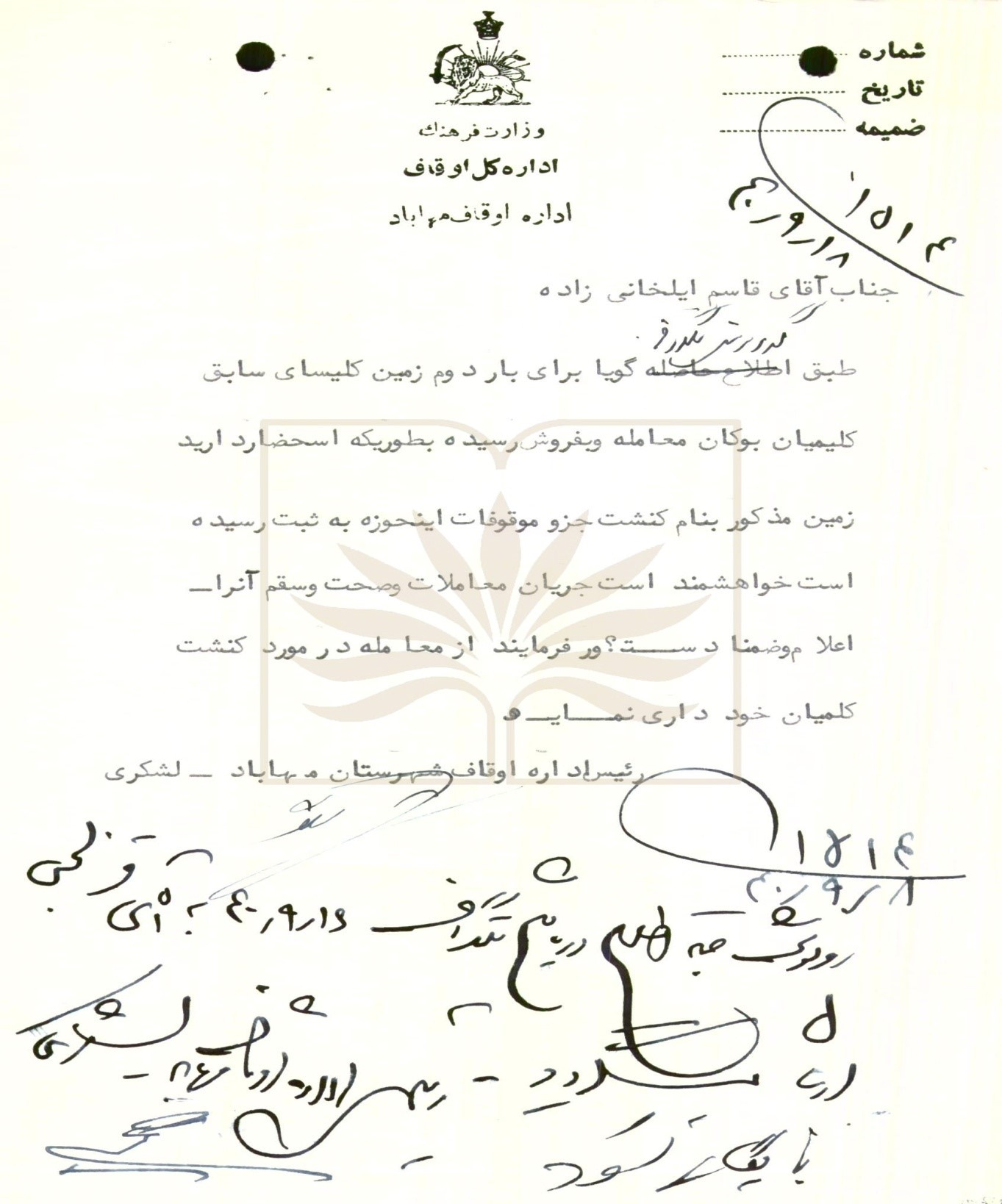
نامهٔ ادارهٔ اوقاف در مورد کنیسهٔ کلیمیان بوکان در سال ۱۳۴۰ خورشیدی.
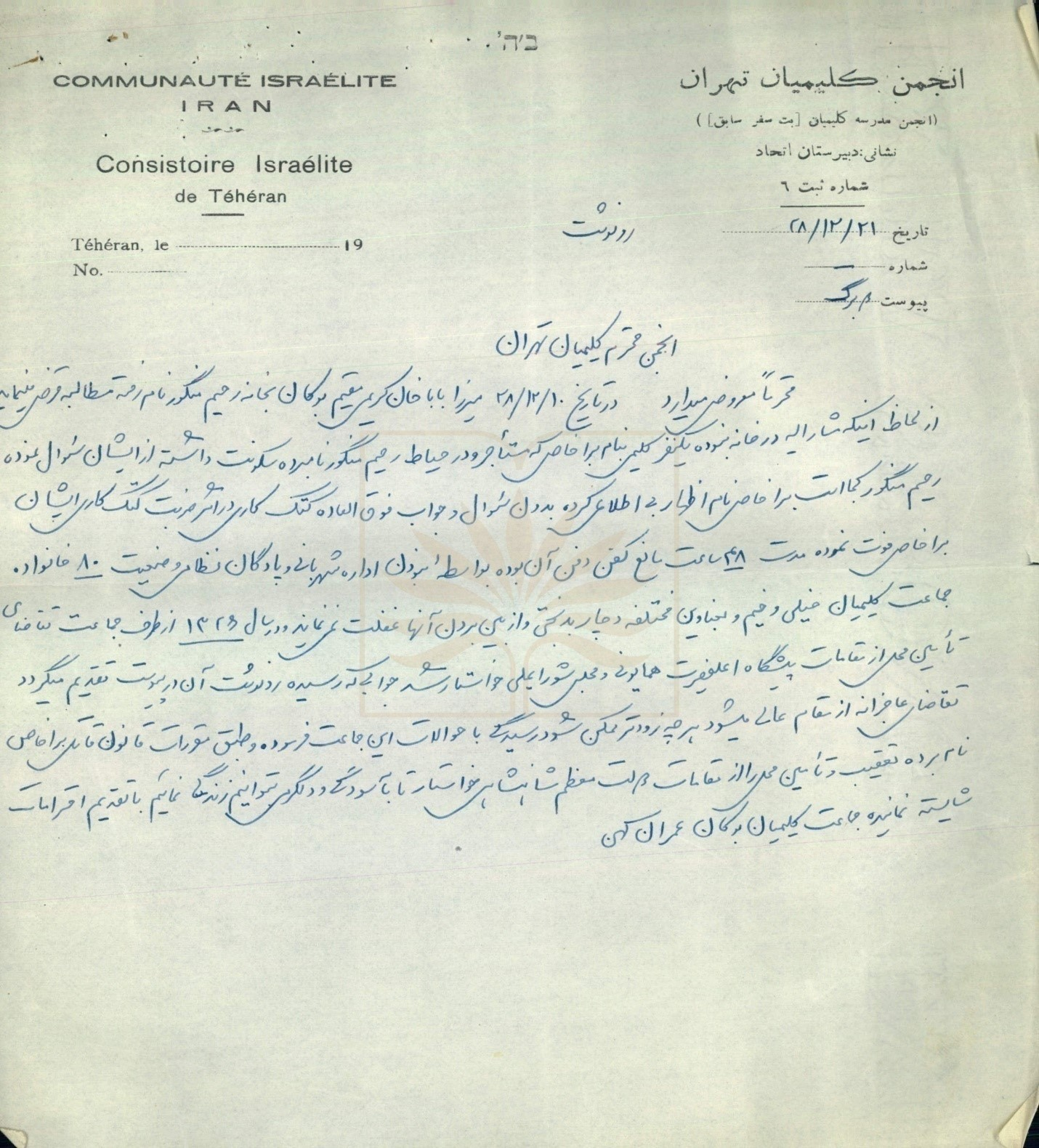
گزارش و درخواست‌های عمران کُهن (نمایندهٔ کلیمیان بوکان) در سال ۱۳۲۸ به انجمن کلیمیان تهران.
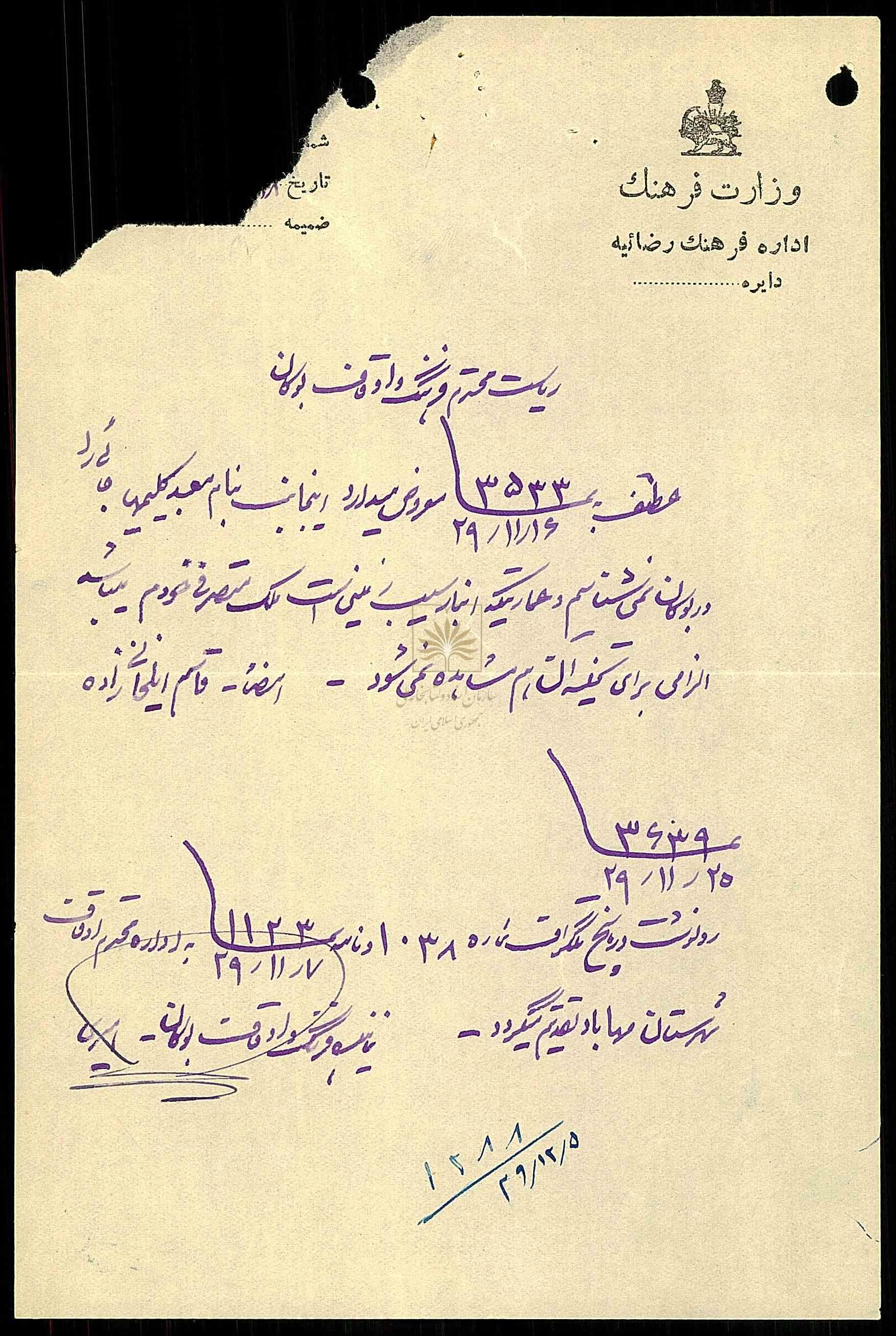
نامهٔ از یکی مالکان بوکان در سال ۱۳۲۹ که کنیسه و وجود این اقلیت مذهبی را انکار می‌کرد.
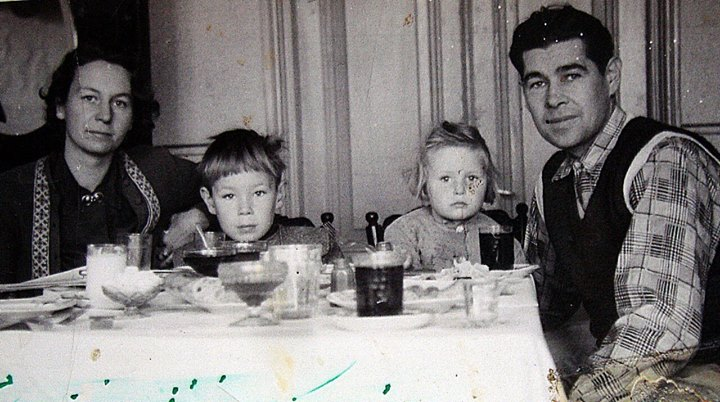
دکتر فریدریش آلمانی به همراه خانواده‌اش.
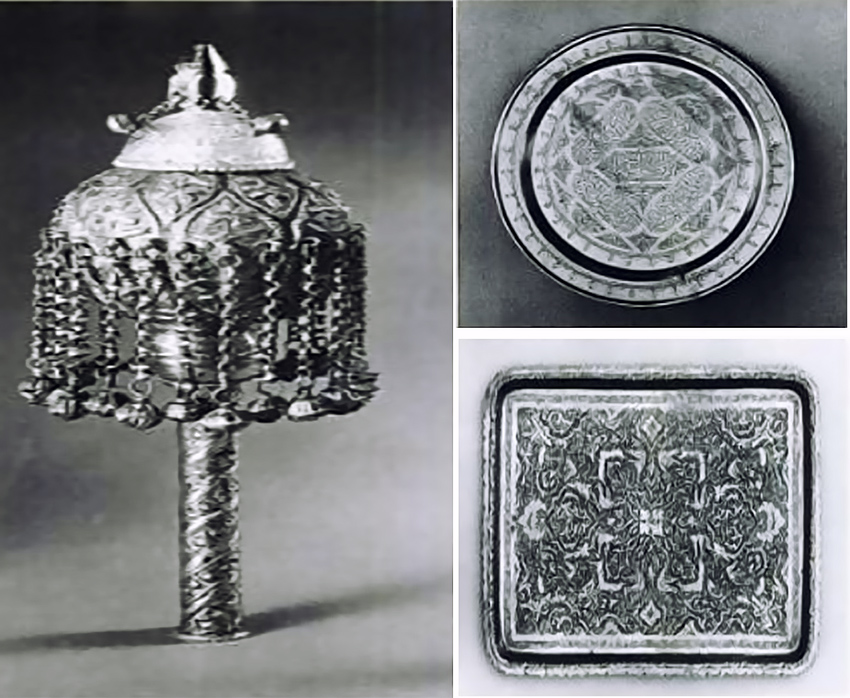
تاج تورات، متعلق به یهودیان بوکان، نگهداری در موزه اسرائیل در اورشلیم
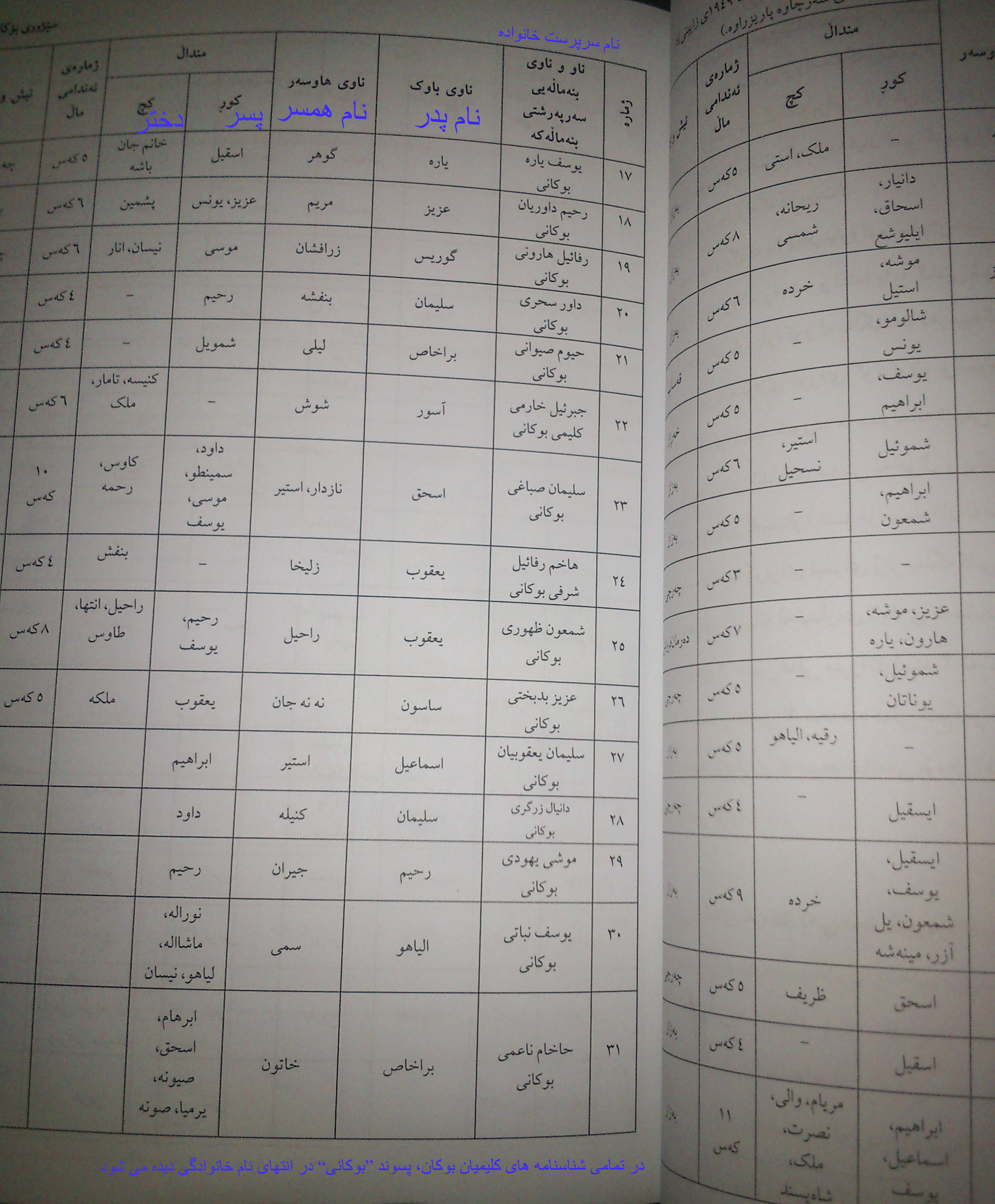
فهرستی از اسامی کلیمی‌ها که پسوند «بوکانی» بر روی نام خانوادگی آن‌ها قید شده‌است.